# 25105 Kimnayeon
25105 Kimnayeon (tên chỉ định: 1998 RJ52) là một tiểu hành tinh vành đai chính. Nó được phát hiện bởi dự án Nghiên cứu tiểu hành tinh gần Trái Đất Lincoln ở Socorro, New Mexico, ngày 14 tháng 9 năm 1998. Nó được đặt theo tên Kim Na Yeon.